# 존 구드릭

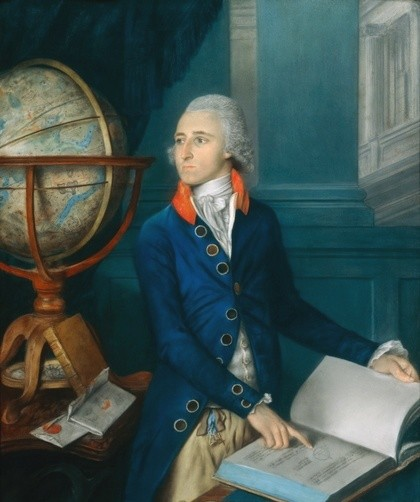
존 구드릭

존 구드릭(John Goodricke, FRS, 1764년 9월 17일~1786년 4월 20일)는 변광성의 주기를 발견하고 그 원인으로 식쌍성을 제시한 아마추어 천문학자이다. 네덜란드의 흐로닝언에서 태어났으나, 인생의 대부분은 잉글랜드에서 지냈다. 어린 시절 앓은 성홍열 때문에 청각을 잃었다.
구드릭은 18세이던 1783년, 변광성 알골(페르세우스자리 베타)을 관측하여 밝기의 변화에 일정한 주기가 있음을 밝혀냈으며, 그 해의 가장 중요한 과학적 발견에 수여하는 영광스러운 코플리 메달을 받았다. 세페이드 변광성의 이름이 된 세페우스자리 델타별이 변광성임을 최초로 관측하기도 하였다.
구드릭은 이러한 업적을 인정받아 영국왕실협회의 특별연구원이 되었다. 그러나, 임명되고 14일 이후, 21세의 젊은 나이에 추운 밤에 별을 관측하다 걸린 폐렴으로 시름 시름 앓다가 죽었다.